# Xã Silver Creek, Quận Pottawattamie, Iowa
Xã Silver Creek (tiếng Anh: Silver Creek Township) là một xã thuộc quận Pottawattamie, tiểu bang Iowa, Hoa Kỳ. Năm 2010, dân số của xã này là 957 người.